# Kleine kuifarend
De kleine kuifarend (Nisaetus nanus; synoniem: Spizaetus nanus) is een roofvogel uit de familie van de Accipitridae (Havikachtigen). De soort werd in 1868 door Alfred Russel Wallace beschreven aan de hand van een exemplaar uit Borneo.

## Kenmerken
De vogel is 43 tot 58 cm en heeft een spanwijdte van 95 tot 105 cm. Het is een kleine kuifarend met een opvallende, vaak omhoog gehouden zwarte kuif met witte punten. De vogel is van boven bruinzwart en heeft een lichter bruine, horizontaal gebandeerde borst.

## Verspreiding en leefgebied
Deze soort komt voor op het schiereiland Malakka, Sumatra en Borneo en telt twee ondersoorten:
- N. n. nanus: Malakka,  Sumatra en Borneo.
- N. n. stresemanni: Nias (eiland ten westen van Sumatra).

Het leefgebied is regenwoud tot op een hoogte van 1000 m boven zeeniveau. Deze kuifarend komt ook wel voor in aangetast bos als daar in de buurt nog resten oorspronkelijk, natuurlijk bos aanwezig zijn.

## Status
De kleine kuifarend heeft een bedreigd verspreidingsgebied en daardoor is de kans op uitsterven aanwezig. De grootte van de populatie werd in 2017 door BirdLife International geschat op 2,5 tot 10 duizend individuen en de populatie-aantallen nemen af door habitatverlies. Het leefgebied wordt aangetast door ontbossing, waarbij natuurlijk bos wordt omgezet in gebied voor agrarisch gebruik, zoals plantages met oliepalmen. Om deze redenen staat deze soort als kwetsbaar op de Rode Lijst van de IUCN.